# Gruppo Georgiano
Il Gruppo Georgiano (Georgian Group) è una organizzazione per la difesa e la conservazione degli edifici storici, monumentali e artistici dell'Inghilterra e del Galles. Fondato nel 1937 il gruppo faceva originariamente parte della "Society for the Protection of Ancient Buildings".
Tra i membri più attivi si annoverano sir Nikolaus Pevsner, il poeta sir John Betjeman, sir John Summerson, Robert Byron, l'architetto sir Albert Richardson e sir Osbert Sitwell.
Dal 1971, il Georgian Group è diventato il "National Amenity Society".